# Tractat sobre la prohibició de les armes nuclears
El Tractat sobre la prohibició de les armes nuclears és el primer acord internacional legalment vinculant que prohibeix exhaustivament les armes nuclears amb l'objectiu final de ser-ne l'eliminació total. Es va adoptar el 7 de juliol de 2017, es va obrir a la signatura el 20 de setembre de 2017 i va entrar en vigor el 22 de gener de 2021.
Per als països que s’han adherit al tractat, el tractat prohibeix el desenvolupament, proves, producció, emmagatzematge, aparcament, transferència, ús i amenaça d'ús d'armes nuclears, així com la prohibició i promoció d'activitats prohibides. Per als estats amb armes nuclears que compleixin el tractat, proporciona un termini limitat per a les negociacions, cosa que condueix a plans irreversibles i verificats per eliminar les seves armes nuclears.
Un mandat adoptat per l'Assemblea General de les Nacions Unides el 23 de desembre de 2016 va programar dues sessions per a les negociacions: del 27 al 31 de març i del 15 de juny al 7 de juliol de 2017. El tractat es va aprovar el 7 de juliol previst amb 122 vots a favor, 1 en contra (Països Baixos) i 1 abstenció oficial (Singapur). Un total de 69 estats no van votar, entre ells tots els estats amb armes nuclears i tots els membres de l'OTAN, excepte els Països Baixos.

## Concepte
Segons els seus defensors, el tractat de prohibició d'armes nuclears constituirà un "compromís polític inequívoc" per aconseguir i mantenir un món lliure d'armes nuclears. Tanmateix, a diferència d'un conveni global sobre armes nuclears, no es pretenia contenir totes les mesures legals i tècniques necessàries per arribar al punt d'eliminació. En lloc d'això, aquestes disposicions seran objecte de negociacions posteriors, cosa que permetrà concloure l'acord inicial amb relativa rapidesa i, si cal, sense la participació de les nacions amb armes nuclears.
Els defensors del tractat de prohibició creuen que ajudarà a "estigmatitzar" les armes nuclears i servirà de "catalitzador" per a l'eliminació. Al voltant de dos terços de les nacions mundials s'han compromès a treballar junts "per omplir el buit legal" del règim internacional vigent que regula les armes nuclears i considerar un tractat de prohibició d'armes nuclears com una opció per assolir aquest objectiu.
Les armes nuclears, a diferència de les armes químiques, les armes biològiques, les mines terrestres antipersonal i les municions en dispersió, no estan prohibides de manera integral i universal. El Tractat de no proliferació (TNP) del 1968 només conté prohibicions parcials i els tractats sobre zones lliures d'armes nuclears prohibeixen les armes nuclears només dins de determinades regions geogràfiques.

## Visió general de les provisions
El preàmbul del tractat explica la motivació per les "conseqüències catastròfiques" d'un ús d'armes nuclears, pel risc de la seva pura existència, pel sofriment dels hibakusha (les víctimes supervivents dels bombardejos atòmics de 1945 a Hiroshima i Nagasaki) i les víctimes de proves nuclears, pel "lent ritme del desarmament nuclear" i per "la continuada dependència de les armes nuclears en conceptes militars i de seguretat", com la dissuasió. Reconeix "l'impacte desproporcionat de les activitats d'armes nuclears sobre els pobles indígenes". Expressa el compliment de la legislació vigent: la Carta de les Nacions Unides, el dret internacional humanitari, el dret internacional dels drets humans, la primera resolució de les Nacions Unides adoptada el 24 de gener de 1946, el TNP, el Tractat de prohibició integral de proves nuclears i el seu règim de verificació, així com zones lliures d'armes nuclears. A més, es subratlla el "dret inalienable" d'ús pacífic de l'energia nuclear. Finalment, es reconeixen els factors socials per a la pau i el desarmament: participació de dones i homes, educació, consciència pública, "organitzacions internacionals i regionals, organitzacions no governamentals, líders religiosos, parlamentaris, acadèmics i els hibakusha".
L’article 1 conté prohibicions contra el desenvolupament, proves, producció, emmagatzematge, estacionament, transferència, ús i amenaça d'ús d'armes nuclears, així com contra l'assistència i el foment de les activitats prohibides. Finalment, està prohibit qualsevol "control directe o indirecte sobre armes nuclears o altres dispositius explosius nuclears".
L’article 2 exigeix que cada part declari si tenia armes nuclears pròpies o desplegades al seu territori, inclosa l'eliminació o la conversió d'instal·lacions relacionades.
L’article 3 requereix que les parts que no posseeixen armes nuclears mantinguin les seves garanties existents de l'AIEA i, si encara no ho han fet, acceptin garanties basades en el model per als estats que no tinguin armes nuclears segons el TNP.
L'article 4 estableix procediments generals per a les negociacions amb estats amb armes nuclears individuals que formen part del tractat, inclosos els terminis i les responsabilitats. Si el país va eliminar les armes nuclears abans de formar part del tractat, la "autoritat internacional competent" sense assignar verificarà la seva retirada i el país també haurà de celebrar un acord de salvaguardes amb l'AIEA per proporcionar seguretat. No es va transferir cap material nuclear. sense activitats ni activitats nuclears no declarades. Si el país no ha destruït el seu arsenal, ha de negociar amb l '"autoritat internacional competent" per verificar i eliminar irreversiblement el calendari del seu programa d'armes nuclears, que es presentarà a la propera reunió d'estats. La propera reunió de revisió, el que passi primer.
L’article 5 tracta sobre la implementació nacional. L'article 6 obliga a la reparació ambiental i a l'assistència a les víctimes de l'ús i la prova d'armes nuclears. Segons l' article 7, els estats haurien d'ajudar-se mútuament a aquests propòsits, amb especial responsabilitat de les potències nuclears. De manera més general, tots els estats part cooperaran per facilitar la implementació del tractat. L’article 8 fixa les reunions dels estats part, els costos dels quals són compartits pels estats segons l'escala d'avaluació de l'ONU (article 9). Els articles 10-12 tracten sobre la possibilitat d'esmenes, la resolució de controvèrsies i “l'objectiu d'adhesió universal de tots els estats al Tractat”.
Segons els articles 13-15, el tractat va estar obert a la signatura a partir del 20 de setembre de 2017 a la seu de les Nacions Unides a Nova York. El "Tractat entrarà en vigor 90 dies després del cinquantè instrument de ratificació, acceptació, aprovació o adhesió". L'article 16 estableix que el Tractat "no està subjecte a reserves". Els articles 17-20 regulen la retirada, la relació amb altres acords, la igualtat de tracte per a totes les traduccions oficials del tractat i totes les altres formalitats que requereixi el tractat.

## Història, intencions i impacte

### Preparatius, 2010–2016

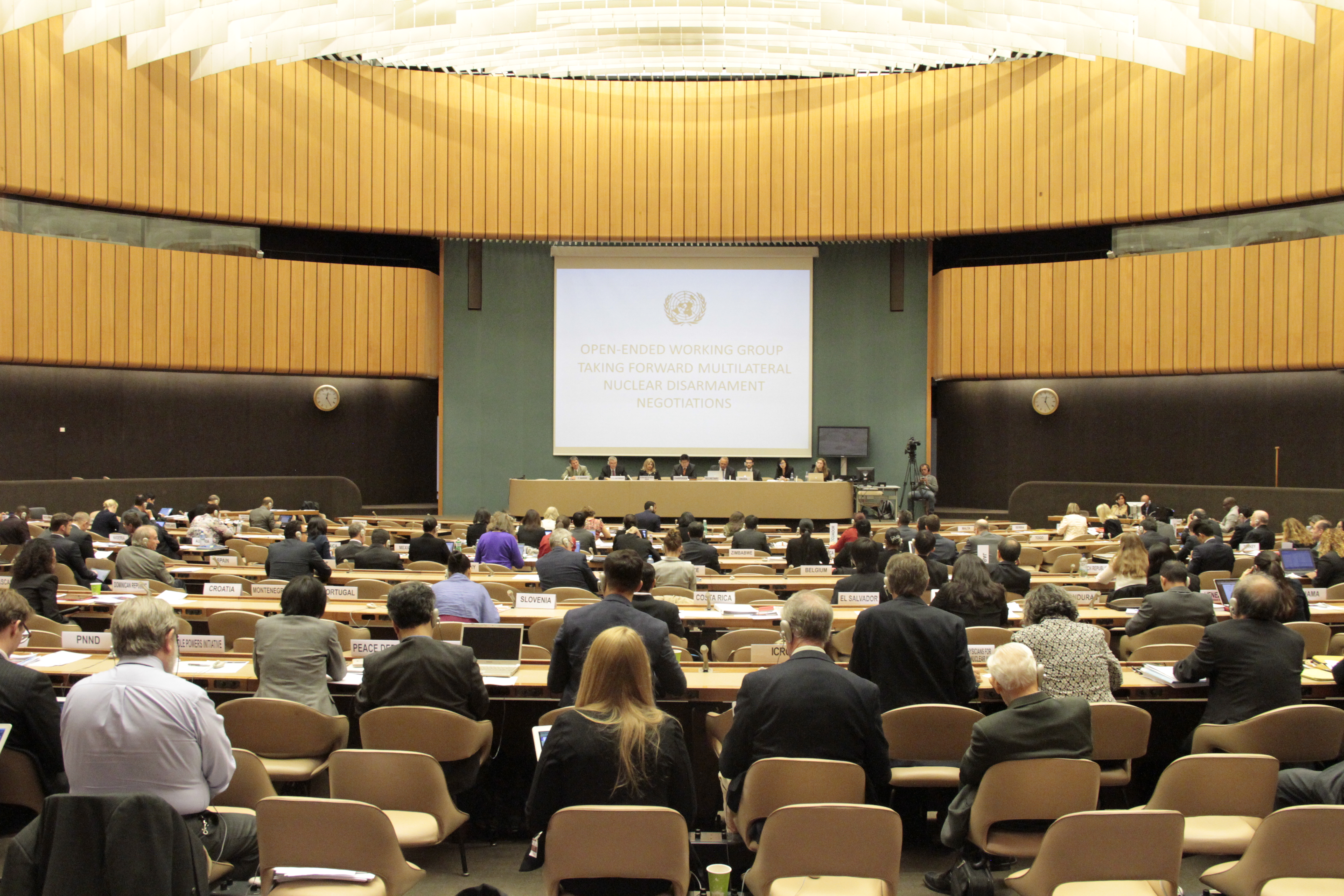
Els estats membres de l'ONU debaten la idea d'un tractat de prohibició d'armes nuclears, Ginebra, maig de 2016

Les propostes d'un tractat de prohibició d'armes nuclears van sorgir per primera vegada després d'una conferència de revisió del TNP el 2010, en què els cinc partits reconeguts oficialment amb armes nuclears (Estats Units, Rússia, Gran Bretanya, França i Xina) van rebutjar les sol·licituds d'inici. de negociacions sobre una convenció global sobre armes nuclears. Els defensors del desarmament van considerar primer iniciar aquest procés sense els estats oposats com un "camí cap endavant". Posteriorment, un tractat menys tècnic concentrat en la prohibició de les armes nuclears semblava ser un objectiu més realista.
Tres conferències intergovernamentals importants el 2013 i el 2014 sobre "l'impacte humanitari de les armes nuclears", a Noruega, Mèxic i Àustria, van reforçar la decisió internacional de prohibir les armes nuclears. La segona conferència d'aquest tipus, celebrada a Mèxic al febrer del 2014, va concloure que la prohibició d'un determinat tipus d'arma normalment precedeix i estimula la seva eliminació.
El 2014, un grup de nacions no armades nuclears conegut com la Nova Agenda Coalition (NAC) va presentar la idea d'un tractat de prohibició d'armes nuclears als estats part del TNP com a possible “mesura efectiva” per aplicar l'article VI del TNP., que exigeix que tots els estats part continuïn negociacions de bona fe per al desarmament nuclear. El NAC va argumentar que un tractat de prohibició funcionaria "al costat" i "en suport" del TNP.
El 2015, l'Assemblea General de les Nacions Unides va crear un grup de treball amb el mandat d'abordar "mesures legals concretes, disposicions legals i normes" per assolir i mantenir un món lliure d'armes nuclears. L'agost del 2016 va adoptar un informe que recomana les negociacions el 2017 sobre un "instrument legalment vinculant per prohibir les armes nuclears, que condueixi a la seva eliminació total".
L'octubre de 2016, la Primera Comissió de l'Assemblea General de les Nacions Unides va actuar sobre aquesta recomanació mitjançant l'adopció d'una resolució que estableix un mandat per a les negociacions sobre tractats de prohibició d'armes nuclears el 2017 (amb 123 estats votants a favor i 38 en contra i 16 abstencions). Corea del Nord va ser l'únic país amb armes nuclears que va votar aquesta resolució, tot i que no va participar en les negociacions.
A continuació, es va fer una segona votació de confirmació en una sessió plenària de l'Assemblea General el desembre de 2016.

### Primeres negociacions i esborrany, març de 2017
Del 27 al 31 de març de 2017, convocada com a Conferència de les Nacions Unides per negociar un instrument vinculant legalment per prohibir les armes nuclears, cap a la seva eliminació total, es va celebrar una primera ronda de negociacions a la seu de les Nacions Unides a Nova York, amb la participació de 132 nacions. Al final, la presidenta de la conferència de negociació, Elayne Whyte Gómez, representant permanent de Costa Rica davant l' ONU a Ginebra, qualificar l'adopció d'un tractat el 7 de juliol "un objectiu assolible". Representants de governs, organitzacions internacionals i societat civil, com la Campanya Internacional per abolir les armes nuclears, van assenyalar l'ambient positiu i la forta convergència d'idees entre els participants en la negociació. Van acordar que els debats de la setmana havien preparat bé les negociacions del juny i del juliol.
Resumint les discussions, Elayne Whyte Gómez va presentar el 22 de maig un primer esborrany del tractat de prohibició. La secció alemanya de la Campanya internacional per abolir les armes nuclears (ICAN) va destacar l'article 1, 2a, que prohibia l'estacionament d'armes nuclears al seu propi territori. Per tant, diversos estats de l'OTAN (Alemanya, Països Baixos, Bèlgica, Itàlia i Turquia) haurien de posar fi als contractes de participació nuclear amb els Estats Units abans que possiblement signessin el tractat de prohibició negociat. Ja el 2010, el Bundestag alemany havia decidit retirar les bombes nuclears d'Alemanya amb gran majoria, però mai no se'n va adonar. Per contra, el juny de 2017, el ministre d'Afers Exteriors, Sigmar Gabriel, va confirmar de nou l'estació nuclear a Alemanya, així com el principi de dissuasió nuclear d'equilibri contra Rússia. Va afirmar que, en conseqüència, Alemanya no podia donar suport al procés de prohibició. L'únic membre de l'OTAN que va participar en les negociacions del tractat va ser Holanda.
L'article 1, 1c (en extensió de l'article 1, 2a) prohibeix el control directe o indirecte d'armes nuclears. L'acceptació d'aquesta disposició impediria una força nuclear europea comuna o el finançament alemany i una decisió limitada sobre la força francesa de frappe ; de vegades es discuteixen les dues opcions.

### Segona sessió, de juny a juliol de 2017
Una segona conferència va començar el 15 de juny i estava prevista per concloure el 7 de juliol de 2017. 121 de 193 membres de l'ONU van participar en les negociacions.
Durant les discussions sobre l'article 1, diversos estats van advocar per una prohibició explícita de la planificació militar nuclear, d'altres d'assistència financera per al desenvolupament i la producció d'armes nuclears. Finalment, aquestes addicions van ser rebutjades, però van romandre incloses implícitament a l'article 1d i 1e.
El 27 de juny es va publicar un segon esborrany. Ara oferia una opció precisa "unir-se i destruir" per als estats armats nuclears: els estats adherits al tractat presentaran, com a màxim, seixanta dies després de la presentació de la seva declaració, un pla fixat en el temps per a la destrucció verificada i irreversible de la seva programa d'armes que es negociarà amb els estats part "(article 4 i 1). Una segona opció de "destruir i unir-se" (articles 4 i 5) només proporciona cooperació amb l'AIEA per tal de verificar la correcció i l'exhaustivitat de l'inventari de material nuclear, sense verificar l'eliminació. Això s'ha canviat al text final. Un altre tema discutit va ser l'acceptació explícita de "l'ús d'energia nuclear amb fins pacífics sense discriminació". L'afirmació respectiva va continuar formant part del preàmbul final.
El 3 de juliol de 2017 es va presentar un tercer esborrany. Un darrer obstacle per a l'acord va ser la condició de la clàusula de retirada, que significa que un estat part "en l'exercici de la seva sobirania nacional, […] decideix que els esdeveniments extraordinaris relacionats amb l'objecte del tractat han posat en perill els interessos suprems del seu país". La perspectiva majoritària era que aquesta condició és subjectiva i que cap interès de seguretat pot justificar el genocidi ni la destrucció massiva pot contribuir a la seguretat. Tanmateix, com que la minoria no va acceptar una clàusula de retirada neutral que no motivés, l'article 17 respectiu va ser acceptat com a compromís. Les garanties contra l'ús arbitrari són el període de retirada de dotze mesos i la prohibició de retirada durant un conflicte armat.

### Votació

Votació de l'ONU sobre l'adopció del tractat el 7 de juliol de 2017

La votació de l'esborrany final va tenir lloc el 7 de juliol de 2017, amb 122 països a favor, 1 oposició (Països Baixos) i 1 abstenció (Singapur).
Entre els països que votaven per l'adopció del tractat hi havia Sud-àfrica i Kazakhstan, ambdós posseïen armes nuclears i les van abandonar voluntàriament. L'Iran i l'Aràbia Saudita també van votar a favor de l'acord. Hi ha indicis que l'Aràbia Saudita ha contribuït financerament als projectes de bombes atòmiques del Pakistan i, a canvi, té l'opció de comprar un petit arsenal nuclear, una opció que es realitzaria en cas que l'Iran obtingués ogives nuclears.

## Càrrecs

### Estats membres de l'ONU
Segons la Campanya internacional per abolir les armes nuclears (ICAN), una coalició d'organitzacions no governamentals, els principals defensors d'un tractat de prohibició d'armes nuclears inclouen Irlanda, Àustria, Brasil, Indonèsia, Mèxic, Nigèria, Sud-àfrica i Tailàndia. Les 54 nacions d'Àfrica (totes menys una han signat o ratificat el Tractat de Pelindaba de 1996 pel qual s'estableix una zona lliure d'armes nuclears al continent) i les 33 nacions d'Amèrica Llatina i el Carib (ja a una zona lliure d'armes nuclears segons el Tractat de Tlatelolco de 1967) s'havia subscrit a posicions regionals comunes que donaven suport a un tractat de prohibició. Les deu nacions de l'Associació de Nacions del Sud-est Asiàtic (ASEAN), que van concloure el tractat sobre la zona lliure d'armes nuclears del sud-est asiàtic, van participar en les negociacions, però Singapur es va abstenir de votar. Moltes nacions insulars del Pacífic també donen suport.
Cap nació amb armes nuclears no ha expressat el seu suport a un tractat de prohibició; de fet, alguns d'ells, inclosos els Estats Units i Rússia, han expressat una oposició explícita. Corea del Nord va ser l'únic estat nuclear que va votar per iniciar negociacions de prohibició. 
Molts dels membres no armats de l'Organització del Tractat de l'Atlàntic Nord (OTAN), juntament amb Austràlia i el Japó, també són resistents a un tractat de prohibició, ja que creuen que les armes nuclears dels EUA augmenten la seva seguretat. Diversos membres de l'OTAN van presentar una declaració (incloent França, els Estats Units ni el Regne Unit, els estats armats nuclears de l'OTAN), afirmant que el tractat serà "ineficaç en l'eliminació de les armes nuclears" i, en canvi, demanava una implementació avançada de l'article VI del Tractat de no proliferació.
Després de l'adopció del tractat, les missions permanents dels Estats Units, el Regne Unit i França van emetre una declaració conjunta indicant que no tenien intenció de "signar-lo, ratificar-lo ni ser-ne mai part". Després d'afirmar que l'instrument prescindia clarament de les realitats de l'entorn de seguretat internacional, van dir que l'adhesió al mateix era “incompatible amb la política de dissuasió nuclear, que ha estat essencial per mantenir la pau a Europa i al nord d'Àsia durant més de 70 anys”.
Contràriament a la posició del govern en diverses nacions, diverses enquestes d'opinió recents - incloses Austràlia, i Noruega - han mostrat un fort suport públic a la negociació d'una prohibició internacional d'armes nuclears. Els Països Baixos van votar en contra de l'adopció del tractat, mentre que Alemanya no hi va participar, tot i les enquestes d'opinió contra la presència d'armes nuclears als dos països.

### La societat civil
L'ICAN ha estat el principal actor de la societat civil que treballa al costat dels governs per aconseguir un tractat de prohibició fort i eficaç. El Moviment Internacional de la Creu Roja i de la Mitja Lluna Roja també ha defensat un acord per prohibir i eliminar les armes nuclears, descrivint la recomanació del grup de treball de l'ONU de negociar una prohibició el 2017 com a "potencialment històrica". Milers de científics de tot el món van signar una carta oberta de suport a les negociacions.
En una declaració pública de juliol de 2017 aprovada per més de 40 líders i grups budistes, cristians, jueus i musulmans, "les comunitats de fe preocupades per les armes nuclears" demanaven l'adopció universal del tractat. En una conferència del Vaticà de gran renom al novembre de 2017, la primera gran reunió internacional de desarmament després de l'adopció del tractat al juliol, el Papa Francesc va adoptar una posició més enllà dels seus predecessors papals per condemnar la possessió d'armes nuclears i advertir que les polítiques de dissuasió nuclear ofereixen un " fals sentit de seguretat ".
Xanthe Hall (IPPNW i ICAN) va dir que lamentava el boicot del tractat per part de totes les potències nuclears i els seus aliats, però insinua la història: també es va concloure el Tractat de prohibició de les mines o la Convenció sobre municions de dispersió contra els estats que posseïen aquestes armes, però finalment van ser signats per la majoria dels estats. La sol·licitud d'una prohibició nuclear només podria debilitar el Tractat de no proliferació (TNP), ja que les forces nuclears estaven bloquejant les negociacions de desarmament multilaterals des de 1995, en lloc de planificar la modernització i el rearmament. Per tant, abdicarien de la seva responsabilitat de desarmament segons l'article VI del TNP. Llavors creixeria el perill que, com a reacció, altres nacions se sentissin menys fortament lligades a la no proliferació. Per contra, el tractat de prohibició de les armes nuclears tindria com a objectiu una nova dinàmica de desarmament, de manera que es recuperaria molt més que debilitaria el TNP.
A l' Otan Review, Rühle va indicar que, segons els defensors, es pretenia enfortir l'article VI del Tractat de no proliferació (TNP), que requereix esforços de bona fe per negociar mesures efectives de desarmament nuclear. Els escèptics han argumentat que el tractat de prohibició perjudicaria el TNP.

### Parlamentaris

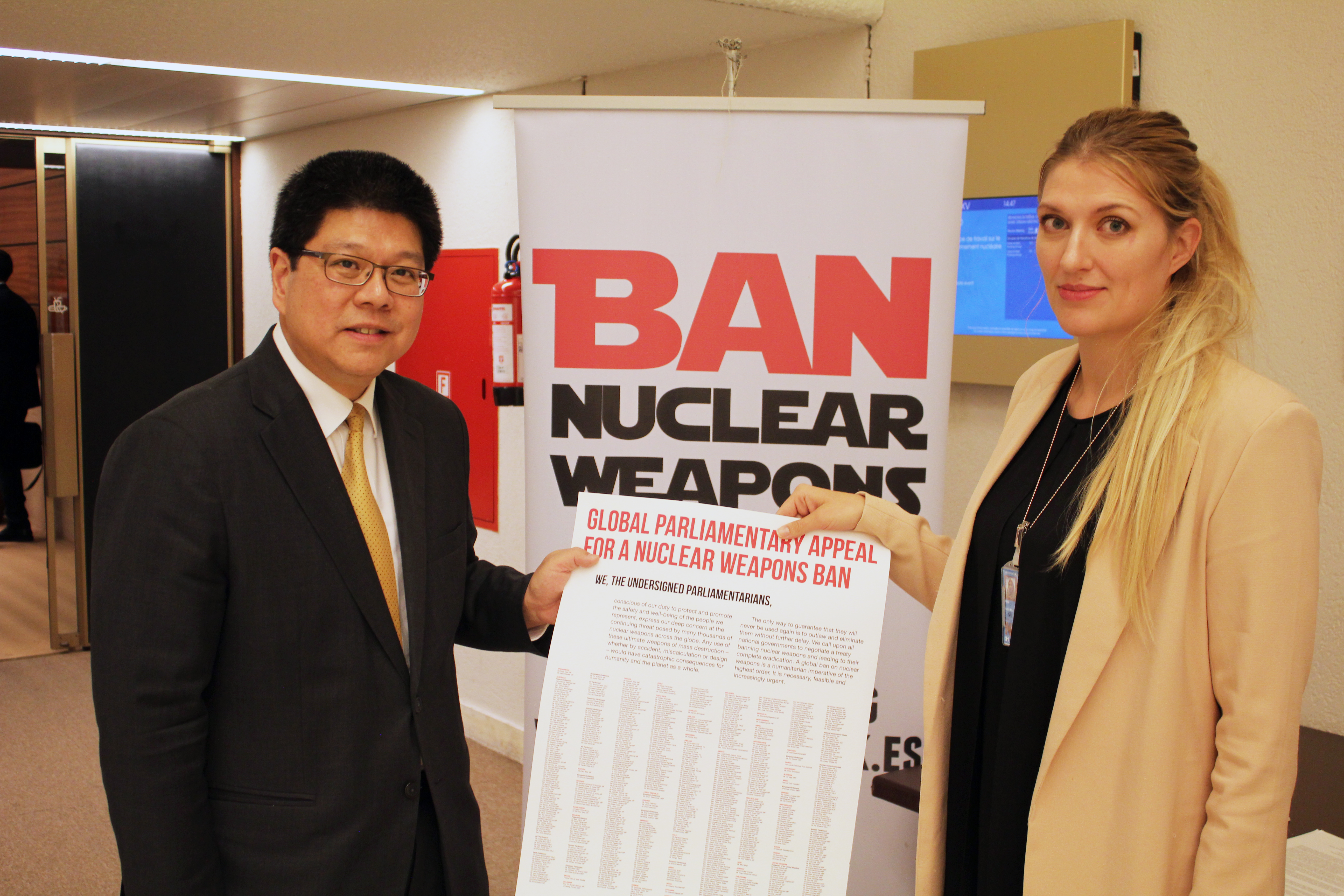
Una crida mundial per a un tractat de prohibició d'armes nuclears, signat per 838 parlamentaris de 42 països.

Els partits polítics que donen suport al govern dels estats membres de l'OTAN solen compartir el rebuig de les negociacions i del tractat de prohibició nuclear per part dels seus governs, però això no és universal.

#### Països Baixos
Al maig de 2015, la Cambra de Representants holandesa va adoptar una moció no vinculant per demanar al govern neerlandès que participés de manera substancial en les discussions internacionals sobre un tractat que prohibeix les armes nuclears sense perjudici del resultat final. Aproximadament un any després, el maig del 2016, la Cambra de Representants holandesa va adoptar una moció similar que instava el govern a treballar per a "la prohibició internacional de les armes nuclears". Aquestes mocions van ser recolzades en part per almenys una iniciativa ciutadana. Aquests trets legislatius van fer que fos inacceptable políticament que el govern neerlandès evités oficialment participar en les negociacions de TPNW i evités votar, tal com van fer la resta dels estats amb armes nuclears de l'OTAN i del món.
A finals de 2018, el parlament neerlandès va aprovar una moció que demanava al govern que determinés si el TPNW era compatible amb la legislació holandesa existent. El 30 de gener de 2019, el govern va respondre dient que els Països Baixos podrien convertir-se en part del TPNW sense altres canvis a la legislació vigent. Tanmateix, la implementació requeriria una legislació addicional.

#### Noruega i Alemanya
El 2010, el Bundestag alemany va votar a favor de la retirada nuclear per una àmplia majoria. El 2016, la majoria de parlamentaris noruecs van manifestar el seu suport a la prohibició. No obstant això, Noruega i Alemanya es van unir als estats amb armes nuclears i a la resta de l'OTAN, a excepció dels Països Baixos, per evitar oficialment la participació en les negociacions.

#### En altres regions
En resposta a una apel·lació feta per l'ICAN, més de vuit-cents parlamentaris de tot el món es van comprometre a donar suport a un tractat de prohibició, demanant a "tots els governs nacionals que negocien un tractat que prohibeixi les armes nuclears i que condueixi a la seva erradicació completa" i el qualifiquin de "necessari", factible i cada vegada més urgent ". Els països que representen incloïen membres de les zones lliures d'armes nuclears existents al món, així com dels estats de l'OTAN. Dels cinc membres permanents del Consell de Seguretat de les Nacions Unides amb armes nuclears, el Regne Unit va ser l'únic que va tenir representants elegits que van donar el seu suport a la iniciativa.

### Signants
A 22 de gener de 2021, 86 països han signat el tractat i 52 l'han ratificat o acceptat a fer-ho.